# 김민경 (1997년)
김민경(본명: 김민경, 金珉炅, 1997년 7월 29일 ~ )은 과거 대한민국의 걸 그룹 프리스틴, 프리스틴 V, 희나피아의 리더, 리드보컬이였다.

## 학력
- 서울난향초등학교 (졸업)
- 개원중학교 (졸업)
- 한국예술고등학교 음악과 (졸업)
- 동덕여자대학교 방송연예과 (졸업)

## 출연 작품

### 영화
- 2014년 수상한 그녀 단역 '비걸2 역'
- 2014년 덕수리 5형제 단역 '머리끄댕이 여고생2 역'

### 텔레비전 프로그램
- 2016년 Mnet 《PRODUCE 101》
- 2016년 FashionN 《화장대를 부탁해》

### 뮤직비디오
- 2016년 뉴이스트 'Daybreak'